# Héctor Miguel Herrera López
Héctor Miguel Herrera López   (Tijuana, 19 d'abril de 1990) és un futbolista mexicà, que juga com a migcampista pel Houston Dynamo FC i per la selecció mexicana.
Va formar part de l'equip mexicà a la Copa del Món de 2014.

## Palmarès
FC Porto
- 1 Lliga portuguesa: 2017-18
- 2 Supercopes portugueses: 2013, 2018

Atlético de Madrid
- 1 Lliga espanyola: 2020-21

Selecció mexicana
- 1 Copa d'Or de la CONCACAF: 2015
- 1 Copa CONCACAF: 2015